# 萌えサミット

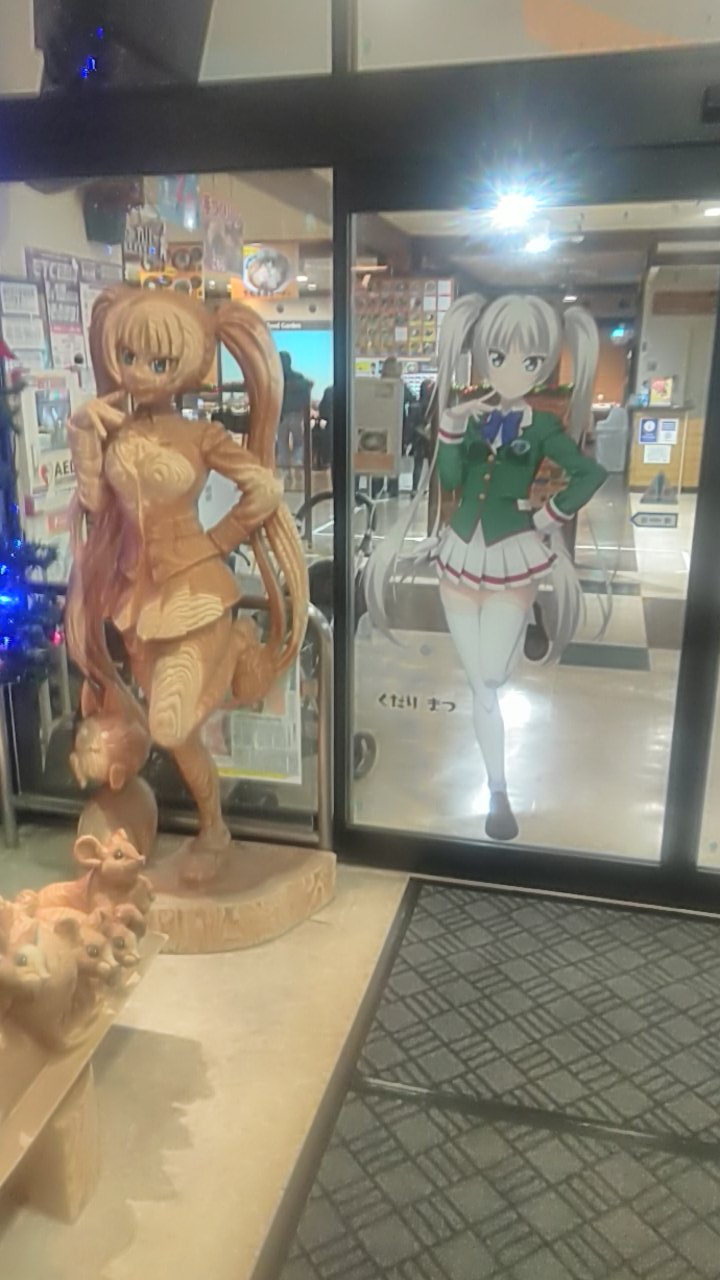
山陽自動車道下松SA下り線に展示してある「萌えサミット」オリジナルキャラクター「くだり まつ」

萌えサミット（もえサミット）は、山口県周南市で開催されていた、萌えをテーマとしたイベント。

## 概要
新世紀エヴァンゲリオンやおおかみこどもの雨と雪のキャラクターデザインなどを手がけたアニメーターの貞本義行が同地の出身であることにちなみ、「サブカルチャーでの地域活性化」を目指して、周南青年会議所や徳山大学（現・周南公立大学）などによる実行委員会が中心となって2011年に開始した。主たる会場はJR徳山駅前及び駅近くのみなみ銀座商店街。
本州の西の端・山口県にあるアニメ、マンガ、ゲーム、コスプレ、アイドル、その他もろもろサブカルチャーとしてのいろんな『萌え』を一堂に集めて、いろんな人に知ってもらい、自分の知らない新しいことや面白いことを見つけて、「こんな楽しいことがあるんだ」と思える、参加した人も、地元の人も元気になれるイベントとされている。毎年ゆかりのある声優らを招きトークショーなどを開催したほか、各地からコスプレイヤーや痛車のオーナーなどが集まり、2018年には1万1千人、2019年には1万人の来場者があった。
コロナ禍においても中断することなく継続されてきたが、「地域おこしに一定の役割を果たした」として2023年をもって終了することを決定、2023年11月18日の「萌えサミットFINAL」をもって13年の歴史に幕を下ろした。
なお、「出張!!萌えサミット」と題した派生イベントが秋芳洞（美祢市）などで開催されており、こちらは2024年3月にも開催された。